# Mis problemas con Amenábar

Mis problemas con Amenábar es una historieta satírica del crítico de cine y guionista Jordi Costa y el dibujante Darío Adanti que narra los encuentros y desencuentros del primero con el director de cine Alejandro Amenábar a lo largo de varios festivales de cine, además de criticar duramente su filmografía y por extensión el modelo cinematográfico vigente en España.

## Trayectoria editorial
La historieta empezó a publicarse de forma seriada en la revista Mondo Brutto en 2004.
En 2009, fue recopilada en formato álbum por Editorial Glénat. La presentación de este volumen tuvo lugar en el Café La Palma de Madrid con la participación de sus dos autores y los humoristas de Muchachada Nui Joaquín Reyes y Ernesto Sevilla, al mismo tiempo que el preestreno de la última película de Alejandro Amenábar, Ágora, en los cines Kinépolis de la misma ciudad.

## Estilo
Descrita por su dibujante como un work in progress, Mis problemas con Amenábar combina el collage con los dibujo a pluma o a ordenador, además de hacer guiños al Yaoi o a los superhéroes.